# 속초 신흥사 청동시루
속초 신흥사 청동시루(束草 新興寺 靑銅甑)는 대한민국 강원특별자치도 속초시, 신흥사에 있는 조선시대의 청동시루이다. 2015년 11월 6일 강원특별자치도의 문화재자료 제169호로 지정되었다.

## 개요
시루 형태는 아래쪽에서 상부로 올라가면서 완만하게 넓어지고, 구연부에는 한 단의 턱이 있으며, 약간 외반된 이중구연을 지닌 원통형이다. 시루 내저(內底)의 투조(透彫)는 중심에서부터 3개의 동심원을 두고 수레바퀴살과 같이 구획을 하여 약간의 장식성을 보이고 있다. 외부 몸통 부분에는 약간씩 사이를 두고 음각으로 5개의 횡선이 둘러져 있으며 2개의 손잡이가 좌우에 각각 부착되어있다. 특히 시루의 구연단에는 얇은 횡대를 두른 후 그 아래에 타정(打釘) 수법으로 "襄陽雪岳山神興寺□上室鍮銅道光四年甲申五月日買□奠百斤都監□玄別坐廣□"이란 명문이 새겨져 있다. 명문의 내용으로 보아 이 시루는 양양 설악산 신흥사에서 1824년(도광 4) 왕실의 제사를 위해 청동 백근을 주조하여 사용하였다는 것을 알 수 있다. 이 시루는 신흥사 유물 중에서도 왕실과 관련된 사격과 사세를 알려주는 자료 중에 하나로, 명문에 있는 도광 4년은 신흥사가 본격적으로 왕실의 원찰로서 기능을 하고 있었던 때이다. 따라서 이 청동시루는 왕실의 제사인 국기일(國忌日)과 관련된 의식에 필요한 제물을 만드는데 사용되었을 것으로 추정된다.
신흥사 보제루에는 1775년 쓰여 진 국기일 현판이 보존되어 있고, 영조와 원비인 정성왕후(1692~1757)의 기일이 기록되어 있다. 1803년 부총(富摠:?~?)이 쓴 신흥사 ｢용선전기(龍船殿記)｣에는 신흥사가 열성조의 위패를 봉안한 사찰이라고 하였으며 국기일 현판에 영조 승하 후 후기로 적어 넣은 것으로 보아 왕실원찰로서 기능을 했던 것은 분명하다. 특히 왕실의 역대 위패를 모신 용선전(龍船殿) 건립을 계기로 정조의 추복사찰이 되었다. 신흥사 청동시루는 조성 당시의 사격과 사세를 가늠하게 해주는 자료라 할 수 있다. 시루는 보통 창사 연혁이 오랜 절에서 가끔씩 발견되는 유물이며 그 중에서도 청동시루는 국가나 왕실의 제사의식을 봉행하던 왕실 원찰에서 전래되는 경우가 대부분이다. 왕실의 원찰 기능을 하던 사찰에 소장되어 있는 청동시루는 조선시대 국가의 제사에 대한 일을 맡아 보던 봉상시(奉常寺)의 내력과 업무를 정리한 책인 태상지(太常誌)에 실린 것과 같은 형태를 보이고 있다. 즉, 태상지에는 김으로 곡식을 찌는 시루는 길이 3척으로 밑바닥은 둥근테를 가로지른 사선과 함께 투공된 형태를 지니고 있다고 기록되어 있다.

## 지정 사유
조선시대 국가의 제사에 대한 일을 맡아 보던 봉상시(奉常寺)의 내력과 업무를 정리한 책인 '태상지(太常誌)'에 실린 것과 같은 형태로 명문을 넣어 제작한 희소성 있는 시루로 제작시기(1824년)와 제작지를 명확히 알 수 있고, 조선 왕실과 강원 영동지역 사찰간의 관계를 가늠할 수 있는 자료로서 중요한 가치를 지니고 있다는 점에서 지정 보존가치가 있다.

## 참고 자료
- 속초 신흥사 청동시루 - 국가유산청 국가유산포털